# Laona (Nueva York)
Laona es un área no incorporada (o conocidas como aldea) ubicada en el condado de Chautauqua en el estado estadounidense de Nueva York. Laona se encuentra ubicada dentro del pueblo de Pomfret.

## Geografía
Laona se encuentra ubicada en las coordenadas 42°25′18″N 79°18′20″O / 42.42167, -79.30556.